# Локус на контрола
Локус на контрола е термин в психологията, който се свързва с убежденията на личността относно причините за добрите или лошите резултати в нейния живот изобщо или в конкретна сфера като здраве или образование. Концепцията е развита от Джулиян Ротър през 1954 г. и оттогава става важен аспект в личностните изследвания.
Склонността да се приписват резултати от действията на външни фактори се нарича „външен локус на контрола“ (екстерналност).
Склонността да се приписват резултати от действията на вътрешни фактори се нарича „вътрешен локус на контрола“ (интерналност). Вътрешни фактори тук са свойствата на личността на индивида: неговите усилия, собствените положителни и отрицателни качества, наличието или отсъствието на необходими знания, умения и навици.
„Локусът на контрола“ се нарича още „локализация на контрола на волевите усилия“.
Локусът е важна част от социалнотото развитие на човека, поради развитието в социална среда.